# Incyte
Incyte Corporation è una casa farmaceutica americana con sede a Wilmington, Delaware. L'azienda è stata fondata a Palo Alto, California nel 1991 ed è stata quotata in borsa nel 1993.
Incyte ha un farmaco, Jakafi, che è stato approvato dalla Food and Drug Administration (FDA) statunitense ed è stato prescritto a pazienti negli Stati Uniti.